# (4840) Otaynang
(4840) Otaynang est un astéroïde de la ceinture principale

## Description
(4840) Otaynang est un astéroïde de la ceinture principale. Il fut découvert le 23 octobre 1989 à l'observatoire Gekko par Yoshiaki Ōshima. Il présente une orbite caractérisée par un demi-grand axe de 3,18 UA, une excentricité de 0,10 et une inclinaison de 15,2° par rapport à l'écliptique.

## Compléments